# B. B. King
Riley B. King poznatiji kao B. B. King (Itta Bena, Mississippi, 16. rujna 1925. - Las Vegas, Nevada, 14. svibnja 2015.), bio je legendarni američki blues gitarist, pjevač i skladatelj.
Smatra se jednim od najvećih blues gitarista u povijesti, časopis Rolling Stone smjestio ga je na treće mjesto u svom popisu "100 najvećih gitarista svih vremena". Za svoju glazbu dobio je 14 nagrada Grammy, uključujući i onu za životno djelo 1987. godine.
B.B. King rođen je pod imenom Riley B. King, od oca Alfreda i majke Nore u Itta Beni, država Mississippi. U Memphis je prvi put došao 1946. godine, ali je otišao nakon nekoliko mjeseci. Vratio se nakon bolje pripreme, i radio kao pjevač na mjesnoj radio postaji. Također je radio i kao DJ, gdje je pokupio i nadimak 'Beale Street Blues Boy', što je kasnije skraćeno na "B.B.", odatle i njegov pseudonim. Nastupao od 1947. godine i do kraja života je prikupio preko 15.000 nastupa.
Tijekom 1950-ih proslavio se nizom hitova, a njegove prve snimljene pjesme producirao je Sam Phillips, kasnije osnivač izdavačke kuće Sun Records. Nakon 12 uspješnica, proširio se izvan bluesa na pop i r&b tržište obradom pjesme Roya Hawkinsa "The thrill is gone". Njegova slava nastavila se povećavati tijekom 1970-ih, 1980-ih,1990-ih i od 2000. na ovamo. Osim glazbene karijere, gostovao je i u nizu televizijskih emisija, (Princ iz Bel Aira, Bračne vode). Pojavio se i u filmu Blues Brothers 2000, kao pjevač i gitarist sastava 'Louisiana Gator Boys'. U tom filmu radio je s nizom glazbenika, kao što su Eric Clapton i Bo Diddley, između ostalih. Njegov prvi rođak bio je slavni delta blueser Bukka White, a ujak mu je bio Sonny Liston.